# Las Cabras
Las Cabras este o comună din provincia Provincia Cachapoal, regiunea O'Higgins, Chile, cu o populație de 21.798 locuitori (2012) și o suprafață de 749,2 km2.